# AlphaDream
AlphaDream Corporation, Ltd. (株式会社アルファドリーム Kabushikigaisha ArufaDorīmu?) fue una empresa japonesa de desarrollo de videojuegos fundada en 2000 por Tetsuo Mizuno y Chihiro Fujioka en Tokio, Japón. En asociación con Nintendo, produjo software para Game Boy Color, Game Boy Advance, Nintendo DS, Nintendo 3DS y Nintendo Switch, incluida la serie Mario & Luigi. El personal de la empresa incluía a antiguos desarrolladores de Square, como Yoshihiko Maekawa. El 1 de octubre de 2019, AlphaDream cerró tras declararse en quiebra y el 28 de febrero de 2020, AlphaDream dejó de existir como empresa.

## Historia
AlphaDream fue una empresa derivada de AlphaStar, una agencia de empleo que se dedicaba a trabajos de construcción también conocida como Mente Tomo and Ai. Chihiro Fujioka se unió a AlphaStar en 1999 para dirigir una división de producción de videojuegos. Él y Tetsuo Mizuno escindieron la empresa como AlphaStar Software el 12 de enero de 2000, antes de cambiarle el nombre a AlphaDream en julio de ese año. Varios miembros de su personal habían trabajado anteriormente en Square, incluido Mizuno, el segundo presidente de Square, y Fujioka y Yoshihiko Maekawa, que eran directores de videojuegos en Square. El nombre AlphaDream, que significa «primer sueño», es un juego de palabras con Final Fantasy, la serie de videojuegos más notable de Square.
La empresa era conocida por sus videojuegos de rol, en particular la serie Mario & Luigi para Game Boy Advance, Nintendo DS y Nintendo 3DS. Su primer videojuego, Koto Battle, era un videojuego de rol al estilo Pokémon, en el que el jugador luchaba con tres de sus veinte cartas de personajes contra oponentes controlados por la IA. Se lanzó en marzo de 2001 para Game Boy Color. Si bien sigue siendo un videojuego exclusivo de Japón, luego se relanzó para la consola virtual de Nintendo 3DS.
El siguiente videojuego de AlphaDream fue Tomato Adventure, lanzado en enero de 2002. El jugador, en el papel de DeMille, un enemigo de los tomates del Reino del Ketchup, lucha para salir de su aldea marginada y rescatar a su novia. Las armas del videojuego son como de juguete y las batallas contra los oponentes incluyen minijuegos.
Tomato Adventure fue desarrollado en colaboración con Graphic Research y dirigido por Chihiro Fujioka de Super Mario RPG y Final Fantasy Legend III. Se esperaba su lanzamiento en Game Boy Color como Gimmick Land, pero se retrasó para la nueva Game Boy Advance y se le cambió el nombre para una mejor comercialización. Tomato Adventure no se ha lanzado fuera de Japón.
AlphaDream se convirtió en el desarrollador de la serie de videojuegos Mario & Luigi poco después, con la primera entrega de la serie, Mario & Luigi: Superstar Saga, lanzada en 2003.
El 1 de octubre de 2019, AlphaDream se declaró en quiebra, citando ingresos lentos y altos costos de desarrollo, y siendo incapaz de mantenerse al día con la creciente deuda (que a marzo de 2018 era de más de 465 millones de yenes).

## Videojuegos
| Año  | Título                                                      | Editor                   | Plataforma(s)    |
| ---- | ----------------------------------------------------------- | ------------------------ | ---------------- |
| 2001 | Koto Battle: Tengai no Moribito                             | AlphaDream               | Game Boy Color   |
| 2002 | Tomato Adventure                                            | Nintendo                 | Game Boy Advance |
| 2003 | Hamtaro: El rescate del arcoiris                            | Nintendo                 | Game Boy Advance |
| 2003 | Mario & Luigi: Superstar Saga                               | Nintendo                 | Game Boy Advance |
| 2004 | Hamtaro: Juegos Ham-Ham                                     | Nintendo                 | Game Boy Advance |
| 2005 | Mario & Luigi: Partners in Time                             | Nintendo                 | Nintendo DS      |
| 2005 | Tottoko Hamtaro Nazo Nazo Q Kumonoue no ? Jou               | Nintendo                 | Nintendo DS      |
| 2007 | Hi Hamtaro! Ham-Ham Training                                | Marvelous Interactive    | Nintendo DS      |
| 2009 | Mario & Luigi: Bowser's Inside Story                        | Nintendo                 | Nintendo DS      |
| 2009 | PostPet DS                                                  | Marvelous Entertainment  | Nintendo DS      |
| 2013 | Mario & Luigi: Dream Team                                   | Nintendo                 | Nintendo 3DS     |
| 2015 | Mario & Luigi: Paper Jam                                    | Nintendo                 | Nintendo 3DS     |
| 2017 | Mario & Luigi: Superstar Saga + Bowser's Minions            | Nintendo                 | Nintendo 3DS     |
| 2019 | Mario & Luigi: Bowser's Inside Story + Bowser Jr.'s Journey | Nintendo                 | Nintendo 3DS     |
| 2019 | Kedama no Gonjiro: Fit & Run                                | ForwardWorks Corporation | Android          |
| 2019 | Kedama no Gonjiro: Fit & Run                                | ForwardWorks Corporation | iOS              |
| 2019 | Mario y Sonic en los Juegos Olímpicos Tokio 2020            | Sega                     | Nintendo Switch  |